# Хакмадой (тайп)
Хакмадой (чечен. Хьакъмадой) — один из чеченских тайпов, входящий в тукхум шарой. Был расселён в основном в юго-восточной части Чечни.
Граничило на западе с землями Хуландоя, на северо-западе Шароя, на севере и северо-востоке Химоя. На юге, Снеговой хребет отделял общество от территории Дагестана.

## Поселения тайпа
На территории тайпа располагались башенные поселения Хьакмада, Эсилда, Эсира, Хиндуштаро, Бушо, Гоних, Хиндугуча, Гай аул, Малчу хита, Шоршунон бассо, Гоьрги бассо, Хиндуга, Дука техие, Гулунд бассо, Торхата, Хуйнара, Жаайн ара, Хашалда и др.